# إشام جي. هاريس
إشام جي. هاريس (بالإنجليزية: Isham G. Harris) هو محامي وسياسي أمريكي، ولد في 10 فبراير 1818 في الولايات المتحدة، وتوفي في 8 يوليو 1897 في الولايات المتحدة. حزبياً، نشط في الحزب الديمقراطي.

## مناصب
- انتخب حاكم تينيسي [الإنجليزية]‏.
- انتخب عضو مجلس ولاية تينيسي.
- انتخب عضو مجلس النواب الأمريكي.
- انتخب عضو مجلس الشيوخ الأمريكي.